# Ґергард Рот
Ґерхард Рот (нім. Gerhard Roth; 24 червня 1942, Ґрац — 8 лютого 2022, там само) — австрійський письменник.

## Життєпис
Син лікаря, Рот теж спочатку хотів сам вивчати медицину в університеті Граца.
Незабаром звернув увагу на літературу. Він заробляв на життя з 1967 р. працюючи оператором в Обчислювальний центр у Граці.
Його письменницька діяльність розпочалася у 1976 році. З 1973 по 1978 рік він був членом Grazer Autorenversammlung, перед переїздом до Гамбурга в 1979 році. З 1986 року Ґерхард розділив свій час між Віднем та Штирією.
Він отримав багато літературних нагород, серед яких: літературна премія Штирії (1976), премія Альфреда Дебліна (1983) та Приз Бруно Крайського (2002). У 1995 році він був нагороджений the Golden Romy за свій сценарій до фільму Швидкий постріл (нім. Schnellschuss). Він також є лауреатом Якоб-Вассерман-Літературпрайз 2012 року.

## Творчість
Ґерхард Рот називає себе «людиною, що одержима письмом в найкращому сенсі слова». У центрі уваги — герой, що марно бореться, кому світ видається мученицьким, нестерпним станом. Часто Рот подає свої твори у формі детективного роману, в якому підкреслюється розгадування прихованого у переносному сенсі.
Основна увага його головного опусу «Die Archive des Schweigens» — переоцінка австрійської історії в сучасній політичній та соціальній системах.

## Твори
- Оркус. Романний цикл:

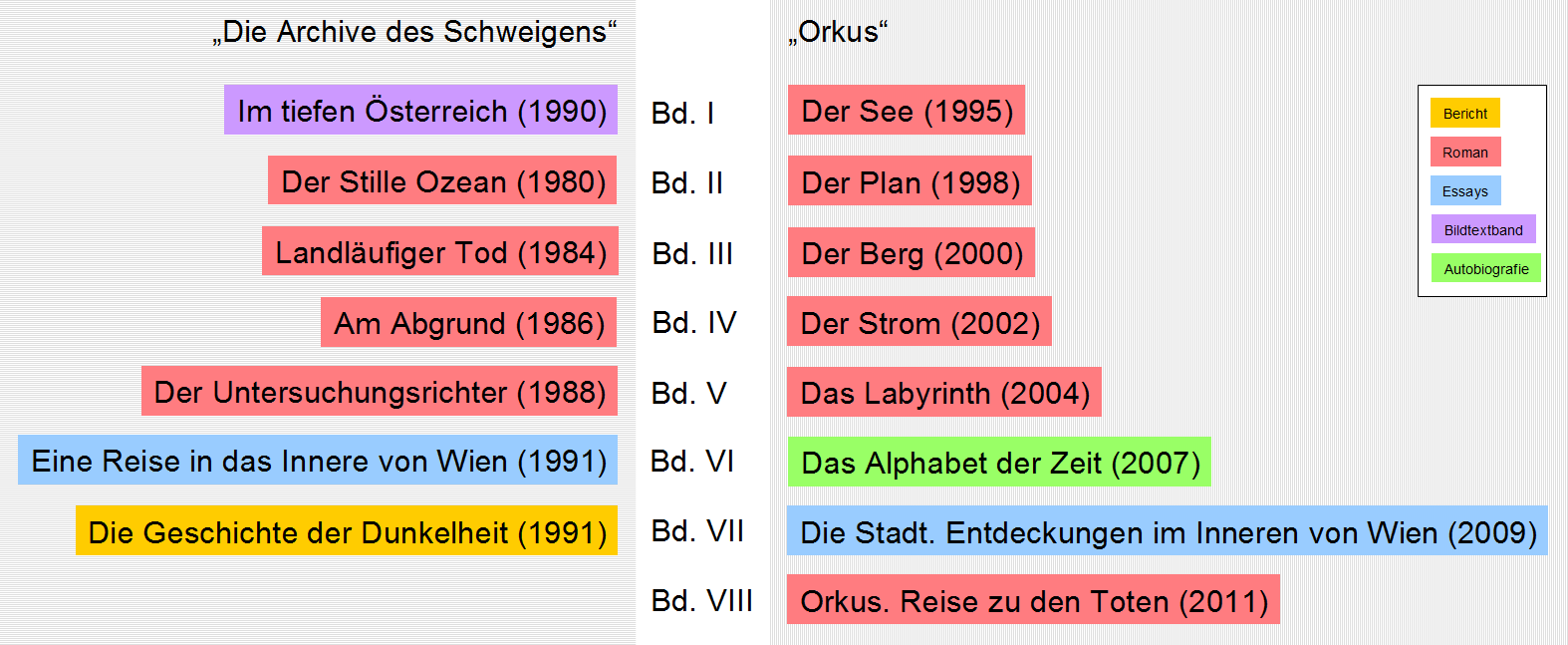
Два цикли романів Ґерхарда Рота

  - Т. I: Der See. Roman. S. Fischer, Frankfurt am Main 1995, ISBN 3-10-066609-7.
  - Т.  II: Der Plan. Roman. S. Fischer, Frankfurt am Main 1998, ISBN 3-10-066610-0.
  - Т.  III: Der Berg. Roman. S. Fischer, Frankfurt am Main 2000, ISBN 3-10-066612-7.
  - Т.  IV: Der Strom. Roman. S. Fischer, Frankfurt am Main 2002, ISBN 3-10-066056-0.
  - Т.  V: Das Labyrinth. Roman. S. Fischer, Frankfurt am Main 2004, ISBN 3-10-066059-5.
  - Т.  VI: Das Alphabet der Zeit. (Autobiographie) S. Fischer, Frankfurt am Main 2007, ISBN 978-3-10-066060-2.
  - Т.  VII.1: Die Stadt. Entdeckungen im Inneren von Wien. S. Fischer, Frankfurt am Main 2009, ISBN 978-3-10-066082-4.
  - Т.  VII.2: Orkus. Reise zu den Toten. S. Fischer, Frankfurt am Main 2011, ISBN 978-3-10-066083-1.
- Архів Мовчання . Цикл романів з такими частинами:
  - Der Stille Ozean, 1980
  - Landläufiger Tod, 1984
  - Am Abgrund, 1986
  - Der Untersuchungsrichter, 1988
  - Im tiefen Österreich, 1990
  - Die Geschichte der Dunkelheit, 1991
  - Eine Reise in das Innere von Wien, 1991
- Романи:
  - die autobiographie des albert einstein, 1972
  - Der Wille zur Krankheit, 1973
  - Der große Horizont, 1974
  - Ein neuer Morgen, 1976
  - Winterreise, 1978
  - Die schönen Bilder beim Trabrennen, 1982
  - Der See, 1995
  - Der Plan, 1998
  - Der Berg, 2000
  - Der Strom, 2002
  - Das Labyrinth, 2004
  - Das Alphabet der Zeit, 2007
  - Der Ausbruch des Weltkriegs, 1972
- Оповідання, есеї
  - Herr Mantel und Herr Hemd. Mit Bildern von Ida Szigethy. (Bilderbuch). Insel, Frankfurt am Main 1974.
  - Menschen, Bilder, Marionetten. Prosa, Kurzromane, Stücke. S. Fischer, Frankfurt am Main 1979, ISBN 3-10-066602-X.
  - Circus Saluti. S. Fischer, Frankfurt am Main 1981, ISBN 3-596-22321-0 (Collection S. Fischer Band 21)
  - Bruno Kreisky. Mit Fotografien von Konrad B. Müller. Nicolai, Berlin 1981.
  - Die schönen Bilder beim Trabrennen. Sammelband. S. Fischer, Frankfurt am Main 1982, ISBN 3-596-25400-0.
  - Das Töten des Bussards. Droschl, Graz 1982, ISBN 3-85420-034-X.
  - Dorfchronik zum "Landläufigen Tod". S. Fischer, Frankfurt am Main 1984, ISBN 3-596-22340-7 (Collection S. Fischer Band 40)
  - Das doppelköpfige Österreich. Essays, Polemiken und Interviews. S. Fischer, Frankfurt am Main 1995, ISBN 3-596-12914-1.
  - Gsellmanns Weltmaschine. Mit Fotografien von Franz Killmeyer. Böhlau, Wien/ Köln/ Weimar 2002, ISBN 3-205-98507-9. (перше видання: Jugend und Volk, Wien 1986)
  - Über Bienen. (Deutsch/Japanisch). Mit Fotografien von Franz Killmeyer. Jugend und Volk, Wien 1996, ISBN 3-224-17617-2 (перше видання: Jugend und Volk, Wien 1989)
  - Bild-Sprache. Österreichische Malerei nach 1945. Jugend und Volk, Wien 1992, ISBN 3-224-16702-5.
- Драми
  - Ліхтенберг, 1973
  - Sehnsucht, 1977
  - Dämmerung, 1978
  - Erinnerungen an die Menschheit, 1985
  - Franz Lindner und er selber, 1987
  - Fremd in Wien., 1993
- Автобіографія
  - Das Alphabet der Zeit, серпень 2007 року
- кілька радіо-драм та сценаріїв (у деяких випадках власних романів)